# Zavodskoj, Kazakstan
Zavodskoj (kazakiska och ryska: Заводской) är en ort i Kazakstan. Den ligger i oblystet Aqmola, i den nordöstra delen av landet, 150 km norr om huvudstaden Astana. Zavodskoj ligger 263 meter över havet och antalet invånare är 6 043.
Terrängen runt Zavodskoj är platt, och sluttar österut. Runt Zavodskoj är det mycket glesbefolkat, med 3 invånare per kvadratkilometer. Närmaste större samhälle är Stepnogorsk, 15,8 km sydväst om Zavodskoj. Trakten runt Zavodskoj består i huvudsak av gräsmarker.